# Трошин, Пётр Иванович
Пётр Иванович Трошин (1923 — неизвестно) — командир отделения отдельной моторизованной инженерной разведывательной роты (48-я инженерная сапёрная бригада, 70-я армия, 2-й Белорусский фронт) красноармеец, участник Великой Отечественной войны, кавалер ордена Славы трёх степеней.

## Биография
Родился в 1923 году в селе Вишенки (по другим данным – в селе Ястребщина) Глуховского уезда Черниговской губернии (ныне Ястребщинского сельского совета Глуховский район, Сумская область, Украина) в семье крестьянина. Украинец. Образование неполное среднее. Работал в колхозе.
В Красной Армии с сентября 1943 года. Место призыва - 
Червоный РВК, Украинская ССР, Сумская области, Червоный район. С октября 1943 года участвовал в боях с захватчиками. Воевал на 1-м Украинском, 1-м и 2-м Белорусских фронтах. 
Боевой путь начал в составе 635-го стрелкового полка 143-й стрелковой дивизии, разведчиком взвода пешей разведки. 10 января 1944 года во время разведки в районе города Сарны Ровенской области вместе с разведчиками разгромил миномётную роту. Лично уничтожил миномётный расчёт, захватил миномёт и вернулся в свою часть. Награждён орденом Красной Звезды. 
К лету 1944 года воевал в рядах 48-й инженерно-сапёрной бригады сапёром-разведчиком отдельной моторизованной инженерной разведывательной роты, в её составе прошёл до конца войны. За успешное выполнение заданий командования при сопровождении 48-й гвардейской стрелковой дивизии в районе города Брест (Белоруссия) награждён медалью «За отвагу».
25 – 27 октября 1944 года в разведке в тылу врага в районе населённого пункта Дембе (западнее города Миньск-Мазовецки Мазовецкого воеводства Польши) красноармеец Трошин, командуя группой разведчиков, собрал ценные сведения о скоплении живой силы и боевой техники в указанном районе. Группа вернулась в расположение своей роты без потерь.
Приказом по войскам 70-й армии от 14 ноября 1944 года (№ 212/н) красноармеец Трошин Пётр Иванович награждён орденом Славы 3-й степени.
С 4 по 6 марта 1945 года в районе города Кёслин (Кошалин, Польша) красноармеец Трошин выявил слабые места обороны противника, успешно провёл группу за линию фронта. Разведчики провели разведку обороны противника, выявили скопление боевой техники, живой силы, расположение складов с боеприпасами, состояние дорог, состояние переправы через реку Виппер, наличие строительных материалов. Сведения были доставлены командованию.
Приказом по войскам 70-й армии от 20 марта 1945 года (№ 94/н) красноармеец Трошин Пётр Иванович награждён орденом Славы 2-й степени.
13-19 апреля 1945 года в районе западнее города Грайфенхаген (ныне – Грыфино, Польша) красноармеец Трошин, возглавляя группу разведчиков, совершил три вылазки на реку Одер к переднему краю обороны противника. В ночь на 19 апреля группа Трошина под огнём противника провела промеры реки Вест-Одер. Прикрывая действия разведчиков, уничтожил вражеский патруль. Несмотря на артиллерийский огонь, группа выполнила задания до конца и только потом вернулась в своё расположение, красноармеец Трошин, прикрывая разведчиков, отошёл последним.
Указом Президиума Верховного Совета СССР от 29 июня 1945 года красноармеец Трошин Пётр Иванович награждён орденом Славы 1-й степени. Стал полным кавалером ордена Славы.
Сведения о вручении последнего ордена и о судьбе сержанта Трошина после войны отсутствуют. 

## Награды
- Орден Красной Звезды (04.02.1944)[4];
- Полный кавалер ордена Славы:
  - орден Славы I степени (29.06.1945)[5];
  - орден Славы II степени (20.03.1945)[6];
  - орден Славы III степени (14.11.1944)[7];
- Медаль За отвагу (08.08.1944)[8];

## Память
- Его имя увековечено в Главном Храме Вооружённых сил России, и навсегда запечатлено на мемориале «Дорога памяти»